# Радіологічна зброя
Радіологі́чна збро́я — зброя масового ураження; її дія базується на використанні бойових радіоактивних речовин. Ці радіоактивні речовини виготовляють у вигляді розчинів або порошків, які мають в своєму складі радіоактивні ізотопи хімічних елементів і їм властиве іонізуюче випромінювання.
Іонізуючі випромінювання, діючи на тканини організму людини, призводять до їх руйнування, викликають у людини променеву хворобу або ураження окремих органів. Внаслідок такої дії через деякий час, а дуже часто і зразу, людина занедужує, порушується працездатність. Людина потребує медичної допомоги і тривалого лікування. Дію радіологічної зброї можна порівняти із дією радіоактивних речовин, які виникають при аваріях на атомних електростанціях з викидом радіоактивних речовин або вибусі ядерного боєприпасу. Довкілля забруднюється і викликає згубні наслідки для тварин і рослин.
Основним джерелом радіологічної зброї служать відходи, які утворюються при роботі ядерних реакторів. Використання радіологічної зброї може здійснюватись в розпилювачах авіаційних приладів, авіаційних бомб, безпілотних літаків, артилерійських снарядів і інших боєприпасів.
Радіологічна зброя може використовувати не тільки готові радіоізотопи, а й такі, що утворюються у момент підриву ядерної або термоядерної бомби. Під дією нейтронів, що утворилися внаслідок вибуху такої бомби, деякі речовини, такі як кобальт та тантал, можуть перетворюватися у надзвичайно радіоактивні ізотопи. Така зброя називається англійською «Salted bomb», тобто «Посолена бомба», найбільш імовірним варіантом втілення є кобальтова бомба. Подібного ніколи не випробували і, очевидно, не конструювали (принаймні, про це публічно не відомо).
Неядерна радіологічна зброя розроблялася та випробувалася, наприклад в СРСР у 1953—1958 роках